# 田中清行
田中 清行（たなか きよゆき、1957年 - ）は、出版社社長、編集者、元日本有権者連盟会長。

## 経歴
山口県岩国市錦見出身。山口県立岩国高等学校、上智大学文学部卒業。会社勤務などを経て、1994年に出版社「四谷ラウンド」を設立。佐藤亜紀、兵頭二十八、松原隆一郎、潮匡人などの文芸出版や、『中学生の教科書』シリーズ『下町酒場巡礼』シリーズ、社会政治評論で『政治家の通信簿』などを80点近くの書目を刊行。四谷ラウンド文学賞を設け（第5回まで）、『モンスーン』『40's』などの雑誌を創刊した。2002年11月、四谷ラウンドは倒産し田中は自己破産した。
2004年に市井文学株式会社を設立した。2006年、岩国飛行場の縮小・撤去を掲げて岩国市長選に立候補し落選した。